# Johann Friedrich Ruthe
Johann Friedrich Ruthe, o Ruthé, o von Ruthe (16 de abril de 1788, Eggenstädt, Hildesheim – 24 de agosto de 1859 Berlín) fue un naturalista, docente (Oberlehrer), botánico, y entomólogo germano. En el campo de la entomología, se especializó en Hymenoptera y Diptera.
En 1811, con la asistencia de Heinrich Friedrich Link (1767–1851) inició sus estudios en la Universidad de Berlín. Allí tuvo como instructores Karl Rudolphi (1771–1832) y Martin Lichtenstein (1780–1857). Después de concluir sus estudios universitarios, impartió clases en varias escuelas de Berlín y Fráncfort del Óder. Debido a la mala salud se retiró de la enseñanza en 1842.

## Obra

### Algunas publicaciones
Entre sus obras escritas estaba un libro de texto sobre zoología, "Handbuch der Zoologie", en coautoría con Arend Friedrich August Wiegmann (1802–1841).
- Einige Bemerkungen und Nachträge zu Meigen's "Systematischer Beschreibung der europäischen zweiflügeligen Insecten". Isis (Oken's) 1831: 1203-22 (1831).
- Flora der Mark Brandenburg und der Niederlausitz (1827, 1834) - Flora de la Provincia de Brandenburgo y Baja Lusacia.
- Leben eines Niedersachsen, von ihm selbst beschrieben (1841) - Vida en Lower Saxony, etc.
- Die Spheciden und Chrysiden der Umgegend Berlins (1857) - Sphecidae y Chrysididae hallados en la vecindad de Berlin.[2]

## Honores

### Eponimia
Género fungi
- Ruthea.[3][4]

- La abreviatura «Ruthe» se emplea para indicar a Johann Friedrich Ruthe como autoridad en la descripción y clasificación científica de los vegetales.[5]

## Abreviatura (zoología)
La abreviatura Ruthe  se emplea para indicar a Johann Friedrich Ruthe como autoridad en la descripción y taxonomía en zoología.